# Sperenberg

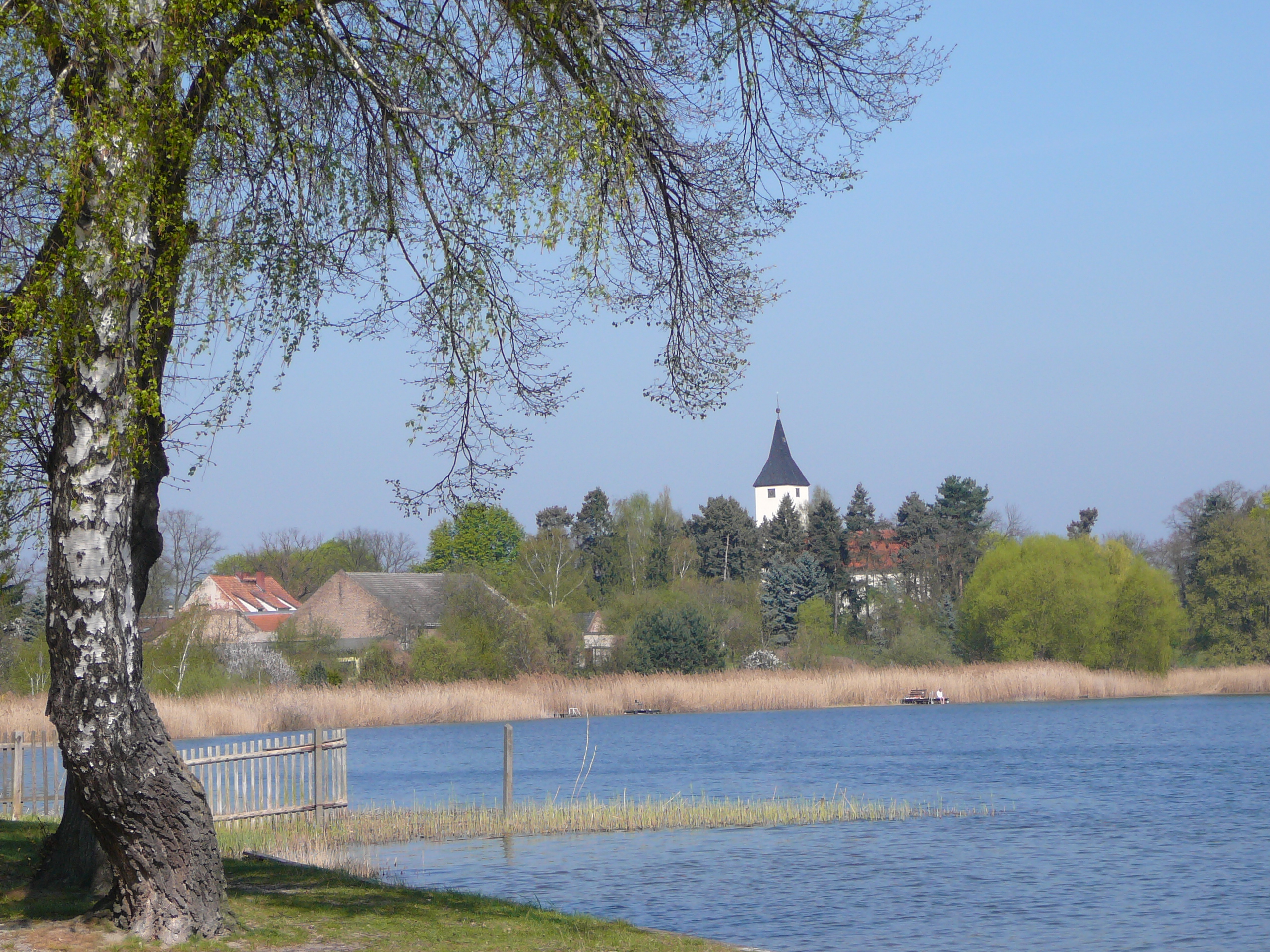
Blick vom Krummen See auf den Ort Sperenberg

Sperenberg ist seit dem 1. Februar 2002 ein Ortsteil der Gemeinde Am Mellensee im brandenburgischen Landkreis Teltow-Fläming.  Das Wort „Sper“ ist mittelniederdeutschen bzw. slawischen Ursprungs und bedeutet Gips.

## Geographie
Sperenberg befindet sich circa 40 Kilometer südlich von Berlin in der Kultur- und Naturlandschaft Teltow.
Eine geologische Besonderheit stellt der 80 Meter hohe Gipsberg am Ostrand des Dorfes dar. Dort steht, einmalig für Brandenburg, Gips an. Der Aufstieg von zechsteinzeitlichem Salz in einem Salzstock hat dort alle jüngeren Ablagerungen durchstoßen. Da alle leicht löslichen Salze bereits abgelaugt wurden, blieb an der Oberfläche der Gips als Lösungsrückstand übrig. Steinsalz befindet sich dort in lediglich 45 Metern Tiefe (etwa 0 m ü. NN). Der Gipsberg ist auch wissenschaftshistorisch von Interesse, da dort 1867 mit 1271,6 Metern die weltweit erste Bohrung abgeteuft wurde, die mehr als 1000 Meter Tiefe erreichte. An ihr wurde, ebenfalls erstmals, die geothermische Tiefenstufe mit etwa 3 K/100 Meter bestimmt.
Der Sperenberger Gips wurde vom Mittelalter an in mehreren Steinbrüchen abgebaut. Auf Grund der komplizierten hydrologischen Verhältnisse musste der Abbau 1958 eingestellt werden. Es strömte Salzwasser in die Steinbrüche, das Abpumpen führte zu verstärkter Salzlösung im Untergrund (Subrosion). Die daraus resultierenden Sackungen lösten Gebäudeschäden aus. Weiterhin wurden die umliegenden Gewässer mit dem abgepumpten Salzwasser deutlich belastet. Heute ist das Gelände des alten Gipstagebaues ein Naturschutzgebiet mit zum Teil einzigartiger Tier- und Pflanzenwelt (24 Hektar).
Im Ort und in der Gemarkung des Ortes befinden sich der Krumme See, Neuendorfer See, Torfsee, Heegesee und der Schumkasee. Nordnordwestlich von Sperenberg befindet sich der Schulzensee.
Nachbarorte (im Umkreis von 10 Kilometern)
Gadsdorf, Klausdorf, Kummersdorf-Alexanderdorf, Kummersdorf-Gut, Lüdersdorf, Mellensee, Nächst Neuendorf, Nunsdorf, Rehagen, Saalow, Wünsdorf, Zossen, Schönefeld

## Geschichte
Bereits in der jüngeren Steinzeit (6000 v. Chr.) waren in diesem Gebiet Menschen ansässig, wie Ausgrabungen von Archäologen belegen. Sie fanden in der Region Keramikreste und Feuersteinwerkzeuge. Später siedelten Slawen in dem Gebiet. Aus dieser Zeit sind jedoch nur wenige Funde bekannt (etwa an der heutigen Neuendorfer Straße), so dass man von einer vergleichsweise schwachen Bevölkerungsdichte ausgehen muss.

### 12. bis 15. Jahrhundert
Sperenberg entstand im 12. Jahrhundert im Zuge der Hochmittelalterlichen Ostsiedlung als Angerdorf, zusammen mit einer Burg auf dem Schlossberg. Die Ritterburg existierte nur rund ein halbes Jahrhundert, bis die Herren von Torgow sie zu Gunsten der Burg Zossen aufgaben. Der Schlossberg wurde im 20. Jahrhundert durch Gipsabbau abgetragen. Sperenberg wurde urkundlich erstmals 1346 als Kirchdorf Sprembergk und Spremberg erwähnt und gehörte zum Amt Zossen, das wiederum zur Niederlausitz zählte. Der Heimatforscher Karl Hohmann war der Auffassung, dass das „Sperenberger Ländchen“ von Meißen aus besiedelt wurde.

### 15. bis 17. Jahrhundert
1490 fiel die Gemeinde zusammen mit der Stadt Zossen an die Hohenzollern, womit Sperenberg zur Mark Brandenburg gelangte. Der Ort stieg zu einem wirtschaftlichen Zentrum für die umliegenden Gemeinden auf, was heute noch an den alten Kirchwegen erkennbar ist. Sperenberg entwickelte sich zu einem Bauerndorf mit Köttern und Hufenbauern, die von brandenburgischen Beamten verwaltet wurden. Der bekannteste von ihnen war Eustachius von Schlieben, dem der in Sperenberg geborene Schriftsteller Bartholomäus Krüger ein literarisches Denkmal setzte. 

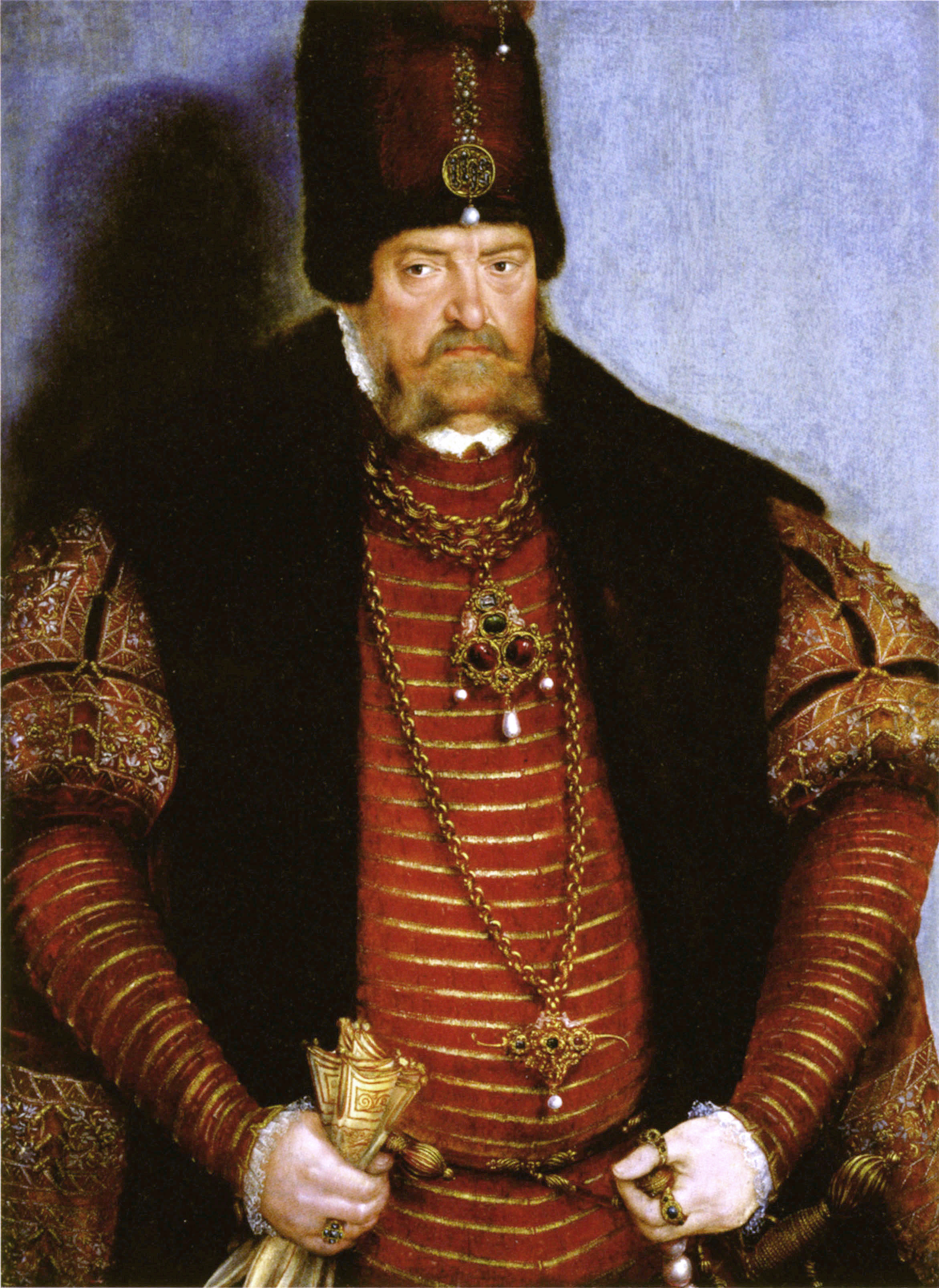
Joachim II. auf einem Gemälde von Lucas Cranach d. J. um 1550

Entscheidend für den Aufstieg des Ortes war jedoch der Abbau von Gips, der vom Kurfürsten Joachim II. in den Jahren von 1535 bis 1571 forciert wurde. 1583 lebten im Ort ein Lehnschulze, der drei Hufen bewirtschaftete, elf Zweihufner, darunter einen Krüger, darüber hinaus acht Kötter mit Acker; außerdem gab es eine Wasser- und eine Windmühle. Sperenberg war „seit alters her“ 25 Hufen groß. Über die Notte wurde der Gips insbesondere nach Berlin, aber auch bis nach Hamburg verschifft. Die Produktion stieg stetig an, bis sie der Dreißigjährige Krieg vorläufig zum Erliegen brachte. Vor dem Krieg lebten 1625 im Ort zwölf Hufner, sieben Kötter, ein Windmüller „nebst einer Wassermühle“, ein Pachtschäfer, die Schäferknechte sowie anderthalb Paar Hausleute. Nach dem Krieg waren es drei Kötter sowie der Müller mit einem Knecht. Alle anderen Bauern- und Kötterhöfe lagen wüst. Sperenberg erholte sich jedoch vergleichsweise schnell, denn bereits 1655 gab es wieder einen Schulzen, zehn Hufner und acht Kötter einschließlich des Müllers. Die Wassermühle war im Krieg zerstört worden, die Erbwindmühle jedoch bereits wiederaufgebaut. Die Statistik zeigte auch einen Kalkofen, der dem Amt gehörte. Erst 1690 wurde die Schleuse am Mellensee wieder instand gesetzt und damit der Transportweg nach Berlin wiederhergestellt. Im Jahr 1696 kamen Vater und Sohn Martin und Andreas Ulrich aus Caputh in den Ort und bauten den wüst liegenden Teerofen wieder auf; es entstand das Picherluch. Die Bauern betrieben Landwirtschaft; es wurde Getreide und Wein im Kirchenbesitz angebaut. So findet man in den Registern aus dem 16. und 17. Jahrhundert einen Kirchenweinberg und noch heute wird im Ort Wein angebaut, wenn auch nur in geringem Umfang. Das Wohnhaus in der Gipsstraße 1 verfügt über einen Weinkeller mit einem Tonnengewölbe aus dem Mittelalter und ist damit das älteste Gebäude Sperenbergs. Überliefert sind weiterhin auch Erbmüller und Erbkrüger, d. h. Personen, die unter dem Schutz des jeweiligen Kurfürsten standen.

### 18. Jahrhundert
Im Jahr 1711 lebten in Sperenberg zwölf Hufner, drei Kötter, ein Müller, ein Schneider, ein Laufschmied, ein Hirte, ein Knecht sowie drei Paar Hausleute. Die Gemarkung war 25 Hufen groß und für jede dieser Hufen mussten acht Groschen an Abgaben gezahlt werden. Ein Lehrer wurde erstmals im Jahr 1722 erwähnt. Die Gipsproduktion steigerte sich im 18. Jahrhundert durch die Einführung neuer Sprengtechniken. 1742 schickte das Bergamt Halle den Sprengmeister Zinniger nach Sperenberg, der Schießpulver einsetzte, um große Blöcke aus dem Gestein herauszulösen. Mit Hilfe dieser Methode wurden jährlich bis zu 7.000 Zentner Gips produziert. 1745 gab es zwölf Bauern, mittlerweile vier Kötter sowie die Wassermühle mit einem Gang. Es gab weiterhin eine Windmühle sowie ein Forsthaus und einen Krug. Außerhalb des Dorfes standen eine Schmiede, sieben Familienhäuser sowie ein Gipsbruch mit einem Haus für den Gipsbrecher. 1755 lebten in Sperenberg der Lehnschulze, der nach wie vor drei Hufen bewirtschaftete, außerdem elf Zweihufner einschließlich eines Erbbraukrügers, drei Ganzkötter, ein Halbkötter, 16 Büdner, sechs Paare, drei einzelne Hausleute, der Schmied und der Müller. Erstmals erschienen ein Küster, ein Kuhhirt, ein Pferdehirt, zwei Garnweber, ein Zimmermann, ein Radmacher und ein Schneider, der gleichzeitig auch das Amt des Küsters ausübte. 1763 wurde lediglich von einer Gipsbrennerei zu Sperenberg berichtet. Im Jahr 1771 bestanden im Ort 16 Wohnhäuser (Giebel), in denen der Müller, der Schmied, der Hirte sowie sieben Paar Hausleute wohnten. Sie gaben nach wie vor acht Groschen für jede der 25 Hufen.

### 19. Jahrhundert

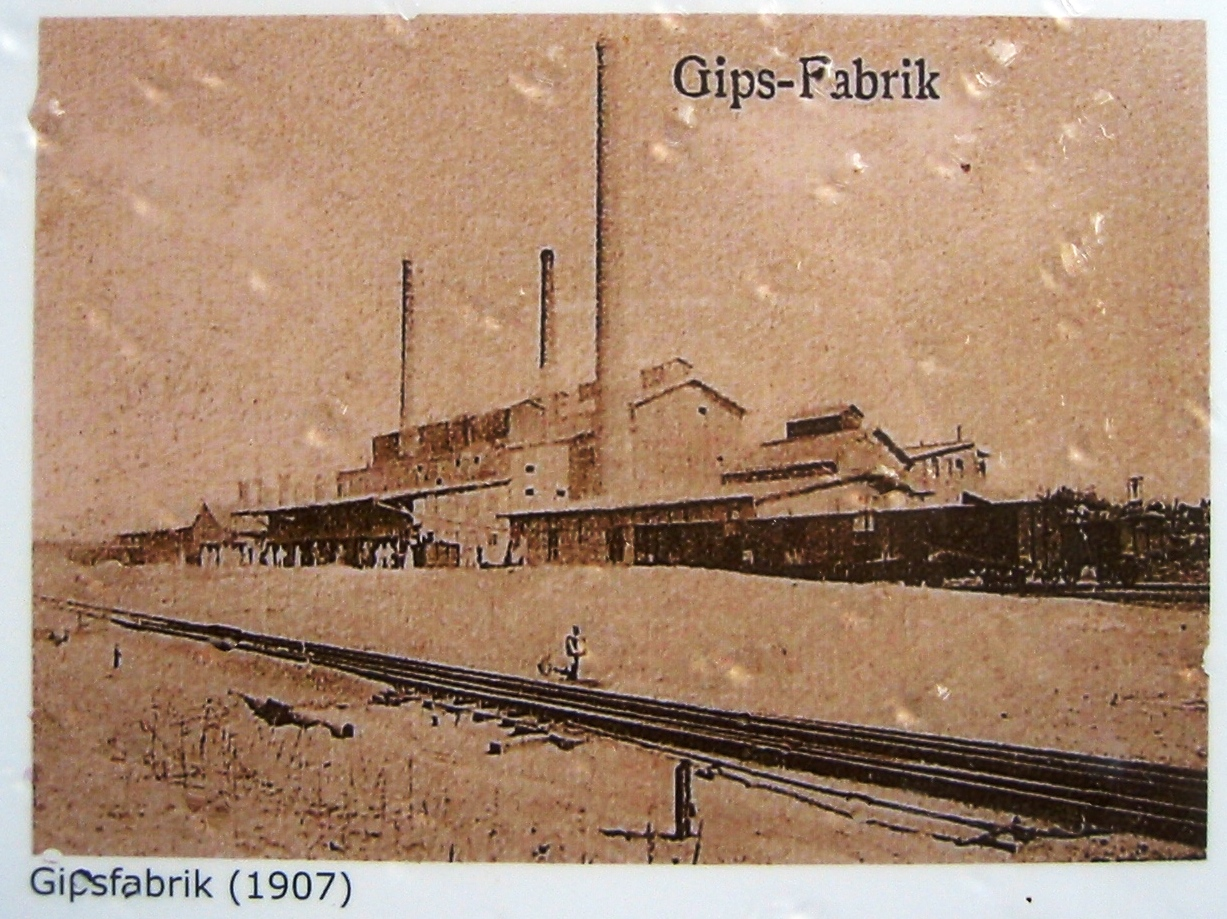
Gipsfabrik 1907

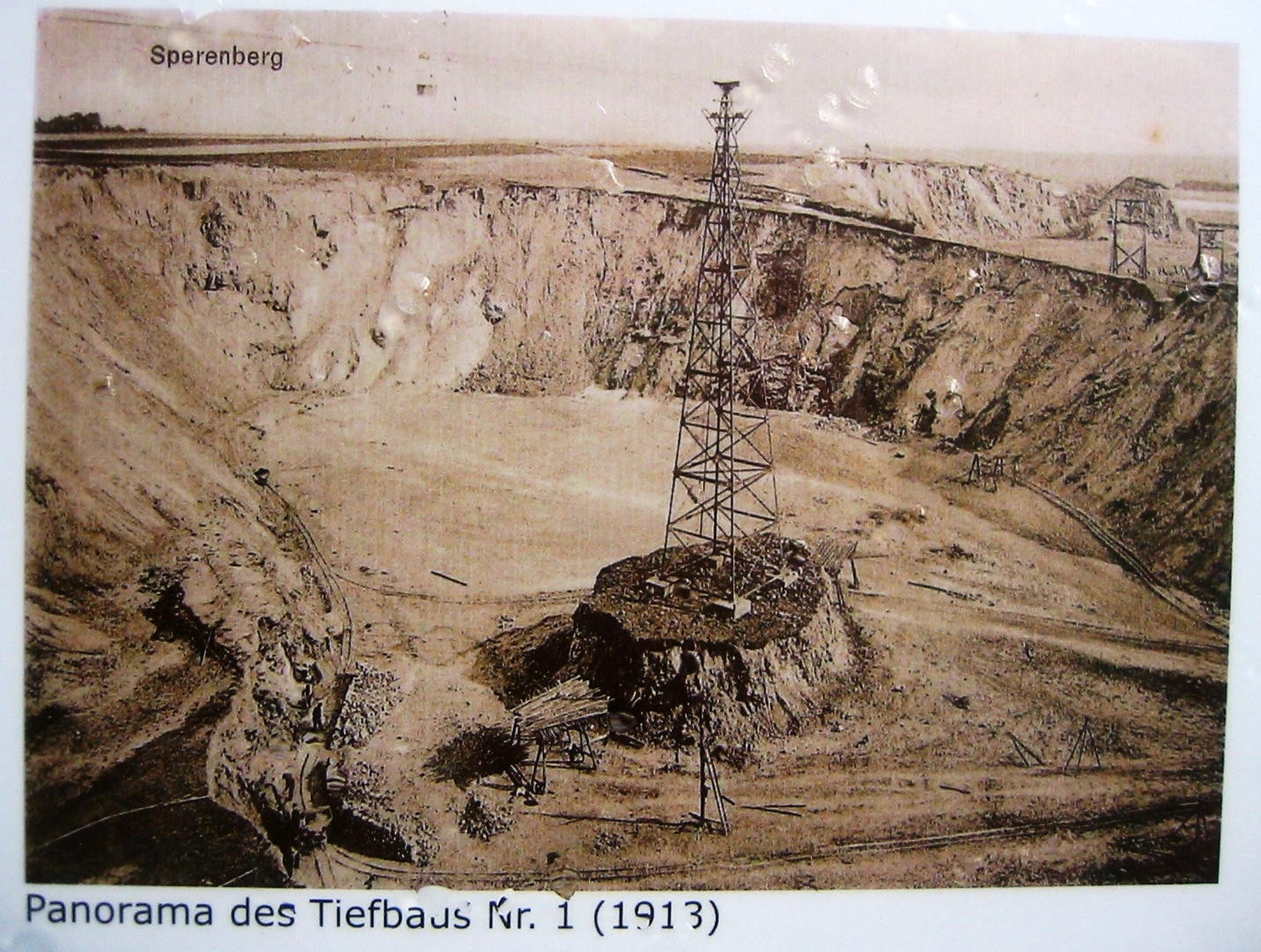
Tiefbau Nr. 1, 1913

Im Jahr 1801 lebten im Dorf der Lehnschulze, elf Ganzbauern, drei Ganzkötter, 20 Büdner, 20 Einlieger, ein Radmacher, ein Schmied sowie ein Krüger. Es gab eine Wassermühle sowie eine königliche Unterförsterei, die dem Zossener Revier unterstand. Neben dem Gipsbruch war ein Nebenzollamt entstanden. Das Dorf bestand aus 48 Haushalten (Feuerstellen). Die Preußischen Reformen brachten auch in Sperenberg Veränderungen: Zwar wurde 1810 die Gewerbefreiheit eingeführt; der Bergbau war von dieser Regelung jedoch ausgenommen. So verblieben die Gips produzierenden Betriebe bis 1853 beim Staat, um danach von einigen Landwirten übernommen zu werden. 1860 konnte Sperenberg die größte Anzahl an Industriegebäuden der Region vorweisen. Erst die Industrielle Revolution führte die vielen Kleinbetriebe zu größeren Unternehmen zusammen.
Während der Befreiungskriege wurde Sperenberg von den zurückweichenden französischen Truppen besetzt. Am 25. August 1813 kam es zu einer Schlacht mit einer französischen Nachhut, die der preußische Offizier Friedrich von Hellwig für sich entscheiden konnte. Ein Gedenkstein „Zur Erinnerung an die ruhmreiche Erhebung Preußens“ steht heute noch an der Trebbiner Straße. Er wurde am 13. Oktober 1913 eingeweiht. Ein weiteres Denkmal, eine rund zehn Meter hohe Steinpyramide mit zwei Gedenktafeln, wurde in den 1920er Jahren für die Pioniere errichtet, die im Ersten Weltkrieg für den Bau der Nachschublinien verantwortlich waren.
Am 5. August 1856 zerstörte ein Feuer fast die gesamte Gemeinde. Mit dem Wiederaufbau änderte sich die Struktur des Ortes und es entstand nach einem „Retablissementsplan“ die heute noch vorhandene breite Straßenzeile, an der sich die Häuser aufreihen. Zuvor gab es in Sperenberg einen Dorfanger mit Teich und Spritzenhaus. In diesem Zusammenhang baute man ein neues, größeres Schulgebäude auf einer ehemaligen Kossätenstelle, die niedergebrannt war. Es erwies sich jedoch schon bald als zu klein, so dass vor dem Ersten Weltkrieg ein größeres Gebäude errichtet wurde. Im Jahr 1858 gab es 14 Hofeigentümer, die 44 Knechte und Mägde beschäftigten. Hinzu kamen 44 Landwirte mit zwei Mägden sowie 60 Arbeiter und drei Personen, die als „Gesinde“ bezeichnet wurden. Im Ort gab es 59 Besitzungen: Eine war zwischen 300 und 600 Morgen groß (326 Morgen). 14 weitere waren zwischen 30 und 300 Morgen groß (zusammen 2520 Morgen), acht weitere zwischen 5 und 30 Morgen (zusammen 88 Morgen). 36 weitere waren kleiner als 5 Morgen (zusammen 41 Morgen). Im Dorf hatten sich zwischenzeitlich zahlreiche Gewerke niedergelassen. Es gab einen Fleischermeister, drei Schuhmachermeister, vier Schneidermeister, einen Färbermeister, sechs Zimmerergesellen, zwei Stellmachermeister, zwei Böttchermeister, vier Maurergesellen, einen Grobschmiedemeister, einen Goldschmiedemeister, einen Fischer, eine Holzhandlung, einen Kaufmann, vier Krämer und Händler. Weiterhin bestand ein Krug; es lebten im Ort ein Musikant, ein Beamter, ein Rentner (Rentier) sowie vier Personen, die als „Arme“ bezeichnet wurden. Im Jahr 1860 gab es drei öffentliche, 72 Wohn- und 139 Wirtschaftsgebäude, darunter eine Leinölfabrik, eine Wassergetreide- und -sägemühle, zwei Gipsmühlen sowie eine Getreidemühle. Die Gemarkung war 2993 Morgen groß: Dabei entfielen 853 Morgen auf Wald, 1446 Morgen auf Ackerflächen, 495 Morgen Wiese, 181 Morgen Weide und 18 Morgen auf Gehöfte. 1863 wurde eine Bockwindmühle in Berlin abgebaut und auf dem Sperenberger Mühlenberg wiedererrichtet. Sie bestand bis 1945, wurde im Zweiten Weltkrieg jedoch in Brand geschossen und nicht wieder aufgebaut. 1881 verbesserte der Schmiedemeister Wilhelm Gläser den Kartoffelpflug und ließ sich diese Erfindung patentieren. Er war es auch, der die Grundlagen für die Entwicklung des Spiraldrallbohrers schuf. In diesem Jahr gründete sich auch der Männergesangverein Lyra, die heutige Chorgemeinschaft Lyra.
Nach der Gründung des Deutschen Reiches entstand der Kummersdorfer Artillerieschießplatz und legte damit den Grundstein für eine starke militärische Prägung der Region, die erst mit dem Abzug der Sowjetarmee beendet werden sollte. Mit dem Militär kam auch die Eisenbahn in Form der Königlich Preußischen Militäreisenbahn. Nach zwei Jahren Bauzeit eröffnete die Strecke am 18. Oktober 1875. Der Bahnanschluss ermöglichte es, den Gips nun nicht nur auf dem Wasserweg, sondern auch per Schiene zu verschicken. In der Nähe des Bahnhofs entstand eine große Gipsfabrik, das Duroplattenwerk (später VEB Schalgerüstbau). Eine Drahtseilbahn brachte den Rohstoff aus den Gipsbrüchen direkt in das Werk. Mit Unterstützung der Militärverwaltung erweiterte man das Bahnhofsgebäude zunächst um einen zweistöckigen Anbau, bis man 1900 einen Neubau errichtete, der heute noch erhalten ist. Er wurde nach der Schließung der Strecke zunächst als Landschulheim, später als Kindererholungsheim der Konsumgenossenschaft genutzt.

### 20. Jahrhundert
Um die Jahrhundertwende standen in Sperenberg im Jahr 1900 insgesamt 169 Häuser. Durch die verbesserten Produktionsverfahren neigten sich die Gipslagerstätten an der Oberfläche dem Ende zu. Handwerker begannen, große Baggerlöcher auszuheben, um den Gips nunmehr im Tiefbau zu gewinnen. Hierdurch war eine aufwendige Wasserhaltung erforderlich, um eindringendes Grundwasser abzupumpen. Von 1910 bis 1911 errichteten sie daher ein Wasserwerk, um die Versorgung der Bevölkerung mit frischem Trinkwasser sicherzustellen. Die Berliner Gipswerke L. Mundt trugen dabei 75 Prozent der anfallenden Kosten von 112.000 Mark und erhielten dafür erweiterte Abbaurechte. Außerdem zahlten die Gipswerke eine Entschädigung an die Bauern, die Land für den Abbau abtreten mussten. Der Abraum häufte sich am Ostufer des Krummen Sees an, in früheren Zeiten per Handkarren, später mit Hilfe einer Schmalspurbahn. Um 1900 hatte sich so ein Berg mit einer Höhe von rund 10 Metern angehäuft, der auf den Untergrund des Seeufers drückte. Das Ostufer sank um gut einen Meter ab, während das Westufer aufgepresst wurde. 1903 entdeckten Arbeiter dort einen Einbaum sowie ein darin befindliches Wikingerschwert aus dem 11. Jahrhundert. Kurz darauf galt es als verschollen, wurde dann aber 1934 von Hohmann auf dem Dachboden der Sperenberger Schule wiederentdeckt. Im Verlauf des 20. Jahrhunderts wurde es dann dem Fundus des Märkischen Museums in Berlin zugeführt. 1904 entstand der Männerturnverein, der Grundlage für weitere Sektionen wie Fußball oder Kegeln in den kommenden Jahrzehnten war. 1908 ließ sich erstmals ein praktischer Arzt nieder, 1921 eröffnete die erste Apotheke. Am 20. September 1921 gründete sich die Freiwillige Feuerwehr, die in das 1920 gebaute Spritzenhaus einzog.
Der Salzgehalt des Krummen Sees stieg in den 1920er Jahren durch die geänderte Wasserhaltung stark an. Daneben kam es durch Einbrüche in den entstehenden Hohlräumen zu Schäden an den Gebäuden. 1924 stellten die Firmen den Gipsabbau daher vorläufig ein; das Gipswerk blieb bestehen und wurde mit Material aus dem Harz versorgt. Nach dem Ende des Zweiten Weltkrieges wurde nochmals versucht, die Gipsgewinnung wieder aufzunehmen. Doch erneute Grundwasserschäden führten dazu, dass 1957 der Abbau endgültig eingestellt wurde. Auf der Fläche des ehemaligen Gipswerkes entstand eine Produktionsstätte für Bauplatten.
1927 bestand die Gemeinde mit dem Pionierübungsplatz Spremberg. 1928 gründete sich ein Angelsportverein, 1934 ein Kleintierzüchterverein. Nach dem Zweiten Weltkrieg war die Gegend um Sperenberg von der Bodenreform kaum betroffen. Allerdings regelte die Kreisverwaltung, welche Produkte die Bauern anbauen mussten bzw. welche Tiere sie halten mussten. Höfe, die von den Bauern verlassen wurden, fügte man zu einem Örtlichen Landwirtschaftsbetrieb (ÖLB) zusammen. 1955 erfolgte die Zusammenlegung mit der Landwirtschaftlichen Produktionsgenossenschaft Clara Zetkin, um 1960 die Vollgenossenschaftlichkeit zu erreichen. Sie existierte bis 1989.

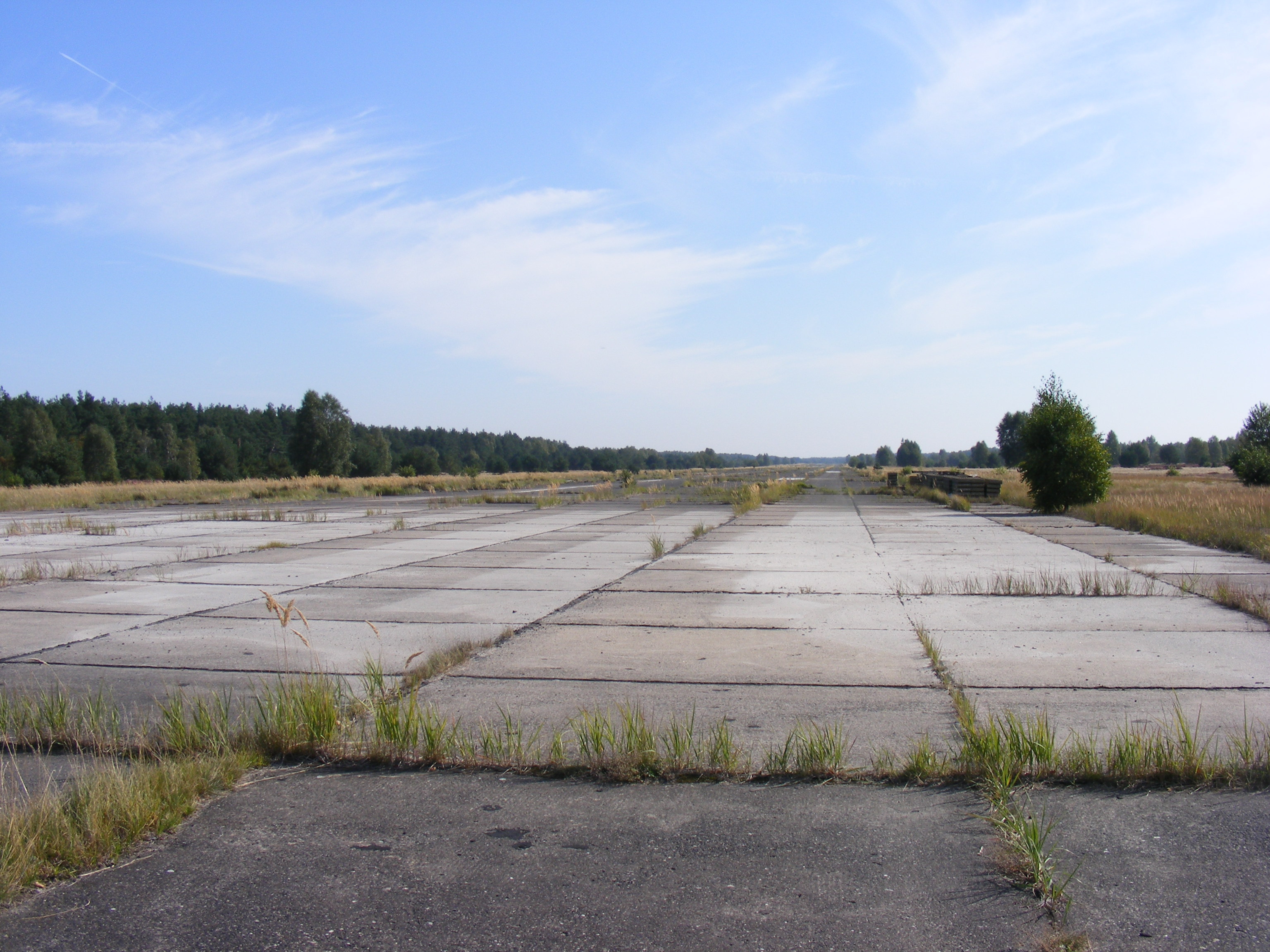
Flugplatz Sperenberg

Das ehemalige 30 km² große Militärgelände mit Militärflugplatz wurde von 1945 bis 1994 von der Roten Armee bzw. der russischen Armee genutzt. Vor 1945 gehörte der Flugplatz zum nahegelegenen OKW in Wünsdorf. Als potenzieller Standort für die Errichtung einer ambitionierteren Ausführung des Flughafens Berlin Brandenburg mit einer Kapazität von 60 Millionen Fluggästen pro Jahr und bis zu vier Start- und Landebahnen erlangte Sperenberg Anfang der 1990er Jahre nationale Bekanntheit. Dieser sollte auf dem Gelände des früheren Flugplatzes errichtet werden.
Nach dem Ende des Krieges wurden 237 Hektar enteignet und davon 174 aufgeteilt. 29 Bauern erhielten zusammen drei Hektar, 49 Bauern zusammen 108 Hektar sowie zwölf Bauern 63 Hektar. Im Jahr 1955 gründete sich eine LPG vom Typ III mit zunächst 12 Mitgliedern und 128 Hektar landwirtschaftlicher Nutzfläche. Sie wuchs bis zum Jahr 1961 auf 136 Mitglieder und 639 Hektar Fläche an. Weiterhin entstand 1956 der VEB Schaltgerüstbau mit 367 Beschäftigten, das VEB Gipswerk mit 119 Beschäftigten, das jedoch 1958 wieder stillgelegt wurde. Im gleichen Jahr eröffnete eine PGH Elektro- und Installateurhandwerk mit 26 Mitgliedern.
Ende der 1950er Jahre entstand auf Initiative des Sperenberger Heimatkundlers Karl Fiedler eine erste Heimatstube, die jedoch 1981 wegen Baufälligkeit geschlossen werden musste. Sie wurde zehn Jahre später in den heutigen Räumlichkeiten neu eröffnet. 1950 entstand ein neues Schulhaus für eine achtklassige Volksschule. Sie wurde bereits sechs Jahre später zu Gunsten einer polytechnischen Oberschule aufgelöst, der Friedrich-Engels-Zentral- und Mittelschule Sperenberg. Sie blieb dort bis 1985. Wiederum sechs Jahre später errichtet die Gemeinde eine Grundschule sowie eine Gesamtschule. 1969 eröffnete das Aktiv Freibad, das 1971 mit einem Gebäudekomplex erweitert wurde. 1973 schloss sich die LPG Typ I in Fernneuendorf der LPG Sperenberg an. Es entstand ein Glagitplattenwerk. 1973 bestanden im Ort der VEB Holzbaukombinat Mitte Hennigsdorf, Glagitplattenwerk Sperenberg Gipsbruch, der VEB Elektroprojekt und Anlagenbau Berlin, der VEB Möbelkombinat Hellerau, die Märkischen Möbelwerke mit dem Betriebsteil Spremberg sowie der VEB Ziegelkombinat und die LPG. Im Jahr 1985 fanden sich Karnevalisten zum Sperenberger Karnevalsklub zusammen.

## Bevölkerungsentwicklung
| Jahr      | 1734 | 1772 | 1801 | 1817              | 1840              | 1858 | 1895 | 1925                            | 1939 | 1946 | 1964 | 1971 |
| Einwohner | 158  | 250  | 312  | 273 mit Gipsbruch | 398 mit Gipsbruch | 585  | 1201 | 1430 und Pionierübungsplatz: 10 | 2030 | 2180 | 1840 | 1783 |

## Sehenswürdigkeiten

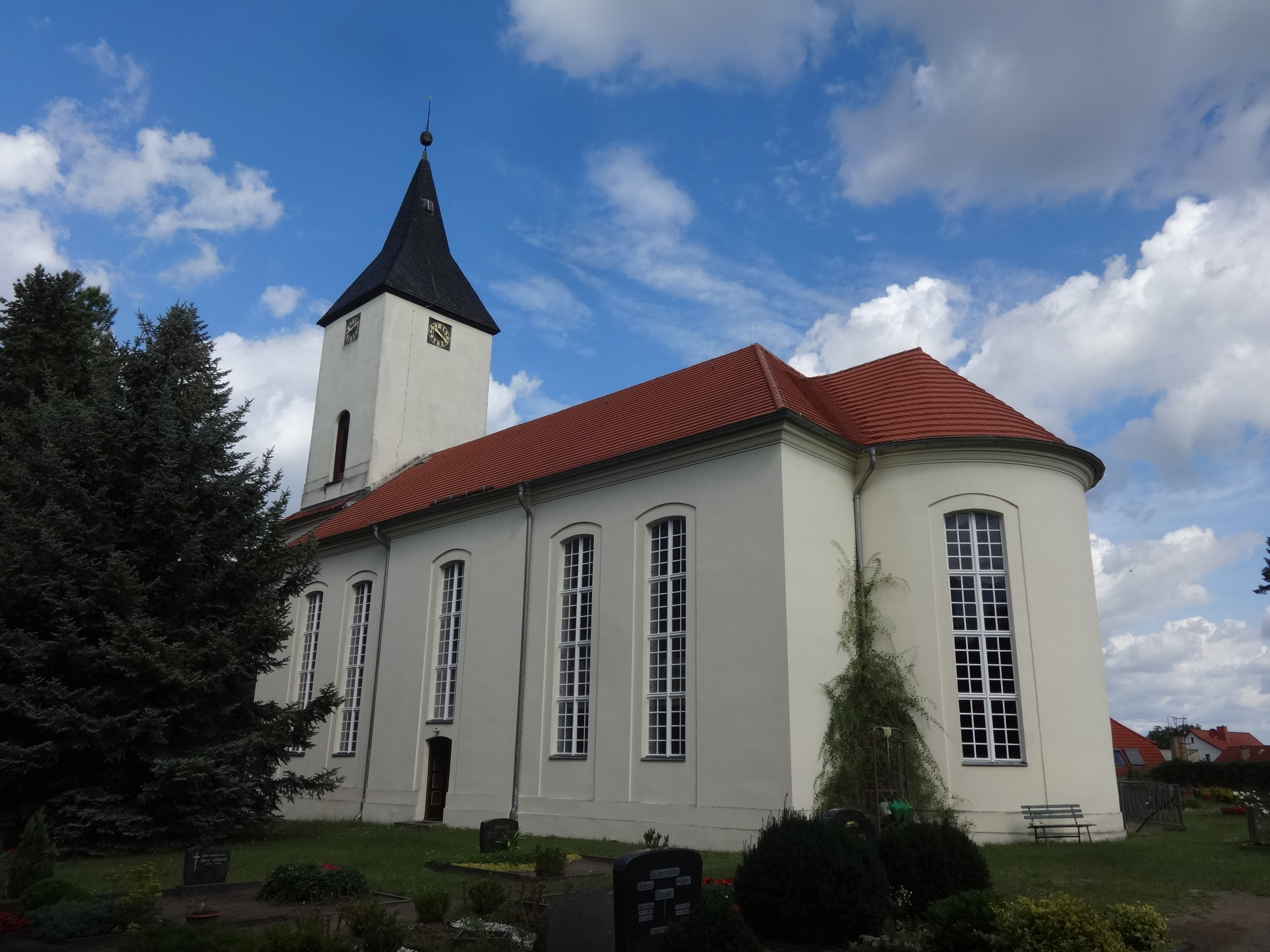
Evangelische Dorfkirche

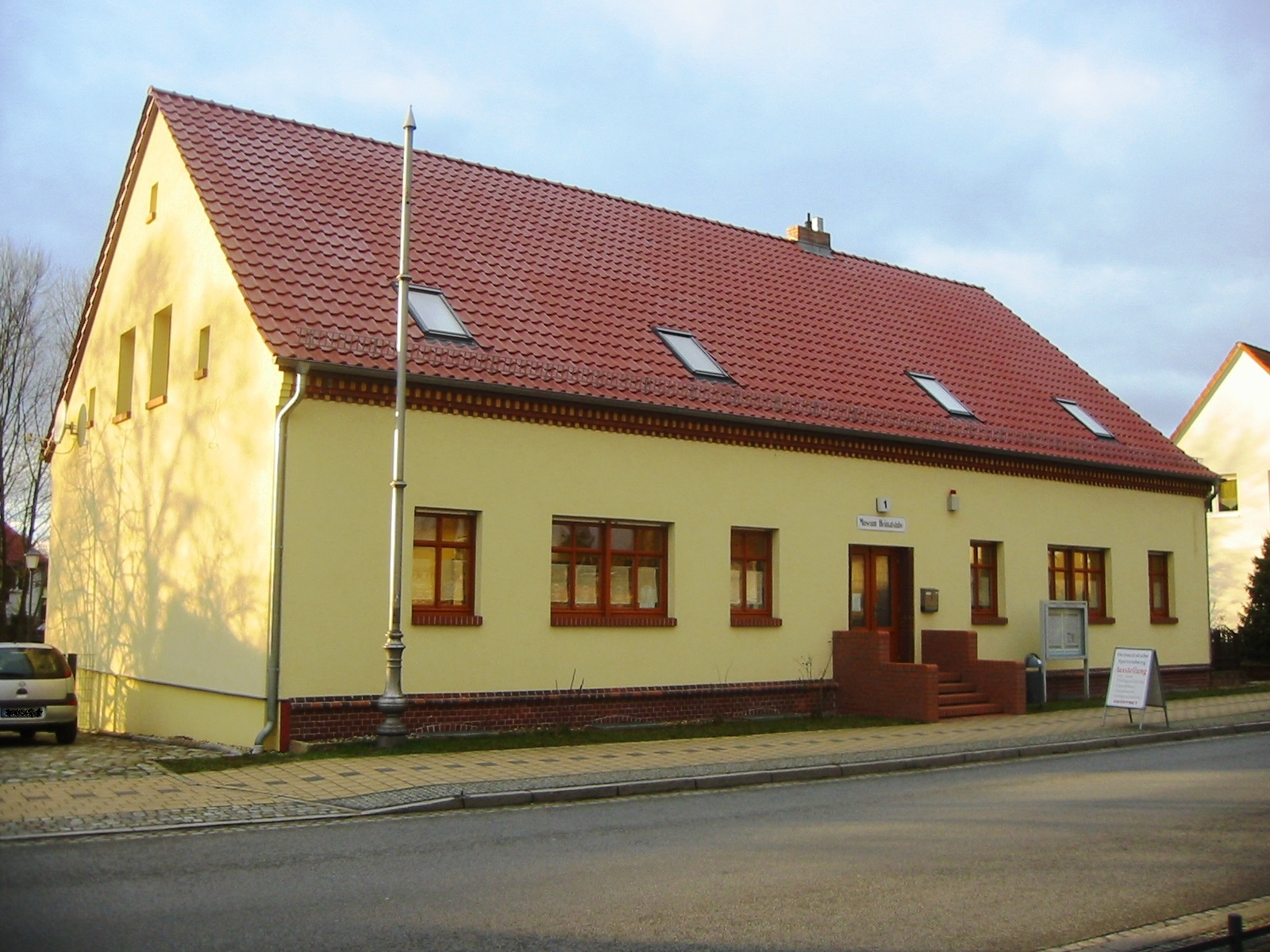
Heimatmuseum

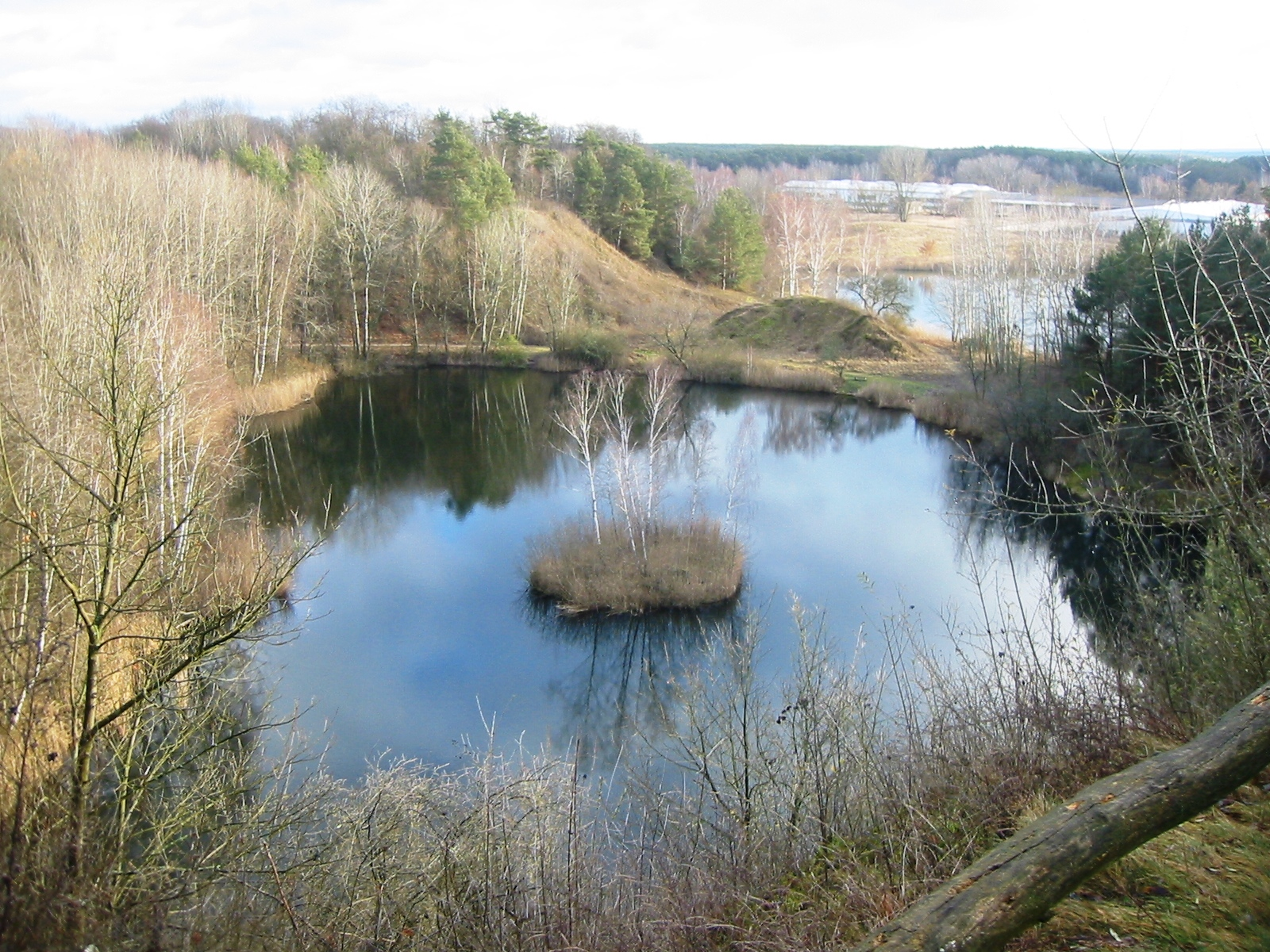
Restloch im Naturschutzgebiet Sperenberger Gipsbrüche

- Dorfkirche Sperenberg: Die Kirche entstand 1753 nach Plänen des Landesbaumeisters Georg Friedrich Berger als barocker Saalbau mit Turm.
- Das Gutshaus Sperenberg ist ein zweigeschossiger, siebenachsiger Putzbau, der einen fast l-förmigen Grundriss aufweist und auf einem hohen Sockelgeschoss errichtet wurde. Bauherr war Carl Richter, königlicher Kommissionsrat, der vom Reichs-Militär-Fiskus Grund und Boden beauftragt worden war, Flächen für einen geplanten Truppenübungsplatz in Wünsdorf zu beschaffen. Aus den erzielten Gewinnen ließ er im Jahr 1914 das Gebäude errichten. Es ist im 21. Jahrhundert im Besitz der Konsumgenossenschaft.
- Museum Heimatstube Sperenberg: Die in der ehemaligen Dorfschule eingerichtete Heimatstube zeigt Ausgrabungsobjekte der Ur- und Frühgeschichte sowie heimatgeschichtliche Exponate. Dauerausstellungen sind Handwerk in Sperenberg und Geldgeschichte der Region.
- Naturschutzgebiet Sperenberger Gipsbrüche: Das rund 24 Hektar große Gelände umfasst drei der vier Restlöcher des ehemaligen Gipstagebaus.

## Verkehr
Sperenberg liegt an der Landesstraße L 70 zwischen Trebbin und Petkus. Die L 74 in Richtung Wünsdorf beginnt im Ort.
Der Bahnhof Sperenberg liegt an der Bahnstrecke Zossen–Jüterbog und wurde 1875 durch die Königlich Preußische Militär-Eisenbahn eröffnet. Am 2. Juni 1996 wurde der Verkehr zwischen Sperenberg und Jüterbog und am 18. April 1998 zwischen Zossen und Sperenberg eingestellt und die Strecke anschließend  stillgelegt. Sie wird gegenwärtig für Draisinenfahrten genutzt.

## Söhne und Töchter des Ortes
- Bartholomäus Krüger (um 1540–nach 1597), Schriftsteller
- Franz Noack (1901–1979), Politiker und Widerstandskämpfer, Ehrenbürger von Cottbus
- Adele Stolte (1932–2020), Sopranistin